# بخش نشتا
بخش نَشتا یکی از بخش‌های شهرستان تنکابن در استان مازندران در شمال ایران است. این بخش به مرکزیت شهر نَشتارود در بهمن‌ماه ۱۳۸۱ از ترکیب دهستان‌های تمشکل و کترا در تابعیت شهرستان تنکابن ایجاد و تأسیس گردید.
شهر کوچک و توریستی نشتارود در این بخش قرار دارد. نشتارود، ازارود و کترا از رودهای این بخش هستند. کارخانه نوش تولیدکننده آبمیوه در روستای کترا در این بخش واقع شده‌است، روستاهای معلم کوه، کریسمال و دیزل پشت از روستاهای این بخش هستند. یک مرکز تحقیقات کشاورزی نیز در روستای کترا واقع شده‌است. تنها را ارتباطی این بخش با بیرون از طریق جاده ساحلی می‌باشد.

## تقسیمات کشوری
- بخش نشتا :
  - دهستان کترا
  - دهستان تمشکل
    - شهر نشتارود

## جمعیت
بنابر سرشماری مرکز آمار ایران، جمعیت بخش نشتا شهرستان تنکابن در سال ۱۳۹۵ برابر با ۲۵٫۹۳۵ نفر بوده‌است.